# Deni Yvan Béchard
Deni Yvan Béchard (aussi connu sous le nom de plume de D. Y. Béchard), né Deni Ellis Béchard en 1974 en Colombie-Britannique, au Canada, est un écrivain et journaliste franco-américain d'origine franco-colombienne. Il remporte, en 2007, le Prix des écrivains du Commonwealth. Ses écrits sont marqués par les nombreux voyages qu'il effectue au cours de sa carrière.

## Biographie
Deni Yvan Béchard est né d’un père gaspésien (Québec) et d’une mère américaine.
Il fait ses études aux États-Unis, dans l'État du Vermont.
Dans le cadre de son travail de journaliste, il entreprend de nombreux voyages à travers le Canada, mais également à l'étranger, au Rwanda, en Colombie, en Iraq, à Cuba, au Congo, en Afghanistan, etc. Les reportages de Béchard paraissent dans plusieurs journaux, dont le Los Angeles Times, The Guardian, Le Devoir et The Huffington Post.
Ses nombreux voyages lui inspirent des histoires dont celle de Into The Sun (Dans l'oeil du soleil), qui prend place en Afghanistan. Ce dernier livre fait partie de la liste des 100 incontournables de Radio-Canada.
Deni Yvan Béchard fait la connaissance de Natasha Kanapé Fontaine lors du Salon du livre de la Côte Nord en 2015. À la suite d'un incident impliquant Denise Bombardier, Béchard et Fontaine commencent à discuter de l'événement, « dialogue [qui] s’est par la suite matérialisé en projet d’échange épistolaire sur le racisme. » En 2016, les deux écrivains publient Kuei, je te salue. Conversation sur le racisme (2016). L'essai prend la forme d'une relation épistolaire et porte sur le racisme à l'endroit des peuples autochtones du Canada.
Après avoir voyagé dans plus de soixante pays différents,, Deni Yvan Béchard partage maintenant son temps entre Montréal, Québec, New York et Cambridge dans le Massachusetts.

### Réception critique
En 2006, Deni Yvan Béchard publie Vandal Love ou Perdus en Amérique qui remporte le Prix des écrivains du Commonwealth en 2007 dans la catégorie du « Meilleur premier livre ». Récit multigénérationnel qui s’ouvre sur la figure du gaspésien Hervé Hervé, ce roman a notamment attiré l'attention d'Oprah Winfrey. Les romans de l'écrivain s'inscrivent dans une tradition américaine inspirée de Faulkner, Kerouac et Steinbeck.
En 2009, il est finaliste au concours radiophonique Combat des livres organisé par Radio Canada.
Son livre A Song From Far Away est traduit en français par Dominique Fortier, sous le titre Une chanson venue de loin. Ce dernier « se déploie sur plus d’un siècle et quatre continents » et aborde « les mythes et tragédies sur lesquels se définissent les nations ».

## Œuvres

### Romans
- Vandal Love, Scarborough, Doubleday, 2006, 345 p.  (ISBN 9780385660518) (Publié en français sous le titre Vandal Love ou Perdus en Amérique, Québec, éditions Alto, 2016, 402 p.  (ISBN 9782896942893)
- Of Bonobos and Men: a Journey to the Heart of the Congo, Minneapolis, Milkweed editions, 2015, 333 p.  (ISBN 9781571313454) (Précédemment publié sous le titre Empty Hands, Open Arms: the Race to Save Bonobos in the Congo and Make Conservation Go Viral, Minneapolis, Milkweed editions, 2013, 330 p.  (ISBN 9781571313409)  (Publié en français sous le titre Des bononos et des hommes, Montréal, Écosociété, 2014, 446 p.  (ISBN 9782897191566)
- Into the Sun or The school, Toronto, Anansi, 2016, 451 p.  (ISBN 9781487001391) (Publié en français sous le titre Dans l'œil du soleil, Québec, éditions Alto, 2016, 543 p.  (ISBN 9782896942473)
- White, Vancouver, Talonbooks, 2018, 287 p.  (ISBN 9781772012088) (Publié en français sous le titre Blanc, Québec, éditions Alto, 2019, 314 p.  (ISBN 9782896944057)
- A song from far away, Fredericton, Goose Lane, 2020, 197 p.  (ISBN 9781773101545) (Publié en français sous le titre Une chanson venue de loin, Montréal, Éditions XYZ, 2020, 315 p.  (ISBN 9782897722654)

### Littérature jeunesse
- Être un héros : histoire de gars, Montréal, La courte échelle, 2011, 113 p.  (ISBN 9782896514656)

### Mémoire
- Cures for Hunger: A Memoir, Fredericton, Goose Lane, 2012, 319 p.  (ISBN 9780864926715) (Publié en français sous le titre Remèdes pour la faim, Québec, éditions Alto, 2013, 580 p.  (ISBN 9782896940929)

### Essais
- Kuei, je te salue. Conversation sur le racisme (coécrit avec Natasha Kanapé Fontaine), Montréal, Écosociété, 2016, 156 p.  (ISBN 9782897192518) (Publié en anglais sous le titre de Kuei, my friend: a conversation on racism and reconciliation, Vancouver, Talonbooks, 2018, 163 p.  (ISBN 9781772011951)
- My Favorite Crime : Essays and Journalism from Around the World, Vancouver, Talonboook, 2019, 232 p.  (ISBN 9781772012323)

## Prix et honneurs
- 2007 : lauréat du Prix des écrivains du Commonwealth, catégorie « Meilleur premier livre »[15]
- 2009 : Finaliste du Combat des livres, Radio-Canada[1]
- 2015 : lauréat du Nautilus Book Award, « Investigative Journalisme »[16]
- 2016 : lauréat du Midwest book award, « Literacy Fiction »[17]